# 久我広通
久我 広通（こが ひろみち）は、江戸時代前期の公卿。官位は正二位内大臣。

## 経歴
寛永4年（1627年）に叙爵。以降累進して、寛永19年（1642年）に従三位に達して公卿に列した。官職も侍従・左近衛少将・右近衛中将・踏歌節会外弁・権中納言・権大納言・右近衛大将・神宮伝奏・踏歌節会内弁などを歴任して、寛文元年（1661年）内大臣となった。寛文3年（1663年）に内大臣を辞職した。延宝2年（1674年）に薨去。享年49。生年については寛永元年（1624年）説もあり。

## 系譜
- 父：久我通前
- 母：堀秀治の娘
- 妻：梅子女王（伏見宮貞清親王の王女）
  - 男子：久我通誠（1660-1719）
  - 女子：四辻季輔室
- 妻：家女房
  - 男子：久我通名（1647-1723）